# Juan Caballero Lora
Juan Caballero Lora (Trujillo, 27 de junio de 1956) es un exfutbolista y entrenador peruano, que se desempeñaba como delantero. Por su eficacia goleadora era llamado Juan Gol Caballero.

## Trayectoria
Juan Caballero debutó en el Sport Boys, luego pasó al Sporting Cristal, en 1982, donde debutó con gol ante Universitario de Deportes en un triunfo 3-2. 
En 1983, se proclamó campeón del fútbol peruano y máximo artillero con veinticuatro goles. Cabe resaltar que un 29 de mayo logra por primera vez con la casaquilla del Sporting Cristal, marcar 4 goles en un partido: fue ante Unión Huaral en el triunfo del cuadro rimense por 6-1.
En 1984, continúa su racha goleadora con el cuadro rimense y en 18 encuentros logra anotar 19 goles, donde un 18 de abril logra por segunda vez con la casaquilla del Sporting Cristal marcar 4 goles en un partido: fue ante Deportivo Municipal en el triunfo 4-1 en partido jugado en el Estadio San Martín por la cuarta fecha del Regional. A mediados de ese año (temporada 1984-85), es prestado al Elche CF de España sin el éxito deseado, marcando 3 goles. 
A mediados de 1985, regresó a Sporting Cristal, donde anotaría diez goles. Luego jugaría por Universitario de Deportes la última parte del torneo 1985, en el verano 1986, el torneo más largo de la historia que acabó en marzo. Caballero tuvo pasos por el fútbol de Colombia y Ecuador. Jugó en 1986 por el Club Independiente Santa Fe. En 1987 Jugó por el Club Técnico Universitario, en 1988 en el Club Deportivo Macará, en 1989 en la Sociedad Deportiva Aucas.
Jugó por Deportivo Municipal en 1990 y sus últimos 2 años de carrera (1991-1992) en Carlos A. Mannucci, de su natal Trujillo. 
Es conocido como uno de los futbolistas con más éxito del fútbol trujillano.

## Selección nacional
Juan Caballero fue internacional en 15 partidos con la selección de fútbol del Perú entre 1982 y 1985, anotó 4 goles. Participó en la Copa América 1983 y las eliminatorias a México 86.

### Participaciones en Copa América
| Copa              | Sede          | Resultado     | PJ | Goles | Prom. |
| ----------------- | ------------- | ------------- | -- | ----- | ----- |
| Copa América 1983 | Sin sede fija | Tercer puesto | 6  | 2     | 0.33  |

## Clubes
| Club                   | País     | Año       | PJ  | Goles |
| ---------------------- | -------- | --------- | --- | ----- |
| Sport Boys             | Perú     | 1978-1981 | 77  | 24    |
| Sporting Cristal       | Perú     | 1982-1984 | 73  | 56    |
| Elche CF               | España   | 1984-1985 | 12  | 3     |
| Sporting Cristal       | Perú     | 1985      | 21  | 10    |
| Universitario          | Perú     | 1986      | 9   | 4     |
| Independiente Santa Fe | Colombia | 1986      | 16  | 3     |
| Técnico Universitario  | Ecuador  | 1987      | 28  | 14    |
| Macará                 | Ecuador  | 1988      | 25  | 12    |
| SD Aucas               | Ecuador  | 1989      | 27  | 12    |
| Deportivo Municipal    | Perú     | 1990      | 15  | 4     |
| Carlos A. Mannucci     | Perú     | 1991-1992 | 33  | 6     |
| Total                  |          |           | 336 | 148   |

## Palmarés

### Campeonatos nacionales
| Título                    | Club             | País | Año  |
| ------------------------- | ---------------- | ---- | ---- |
| Primera división del Perú | Sporting Cristal | Perú | 1983 |

### Distinciones individuales
| Título                                   | Club             | País | Año  |
| ---------------------------------------- | ---------------- | ---- | ---- |
| Goleador de la primera división del Perú | Sporting Cristal | Perú | 1983 |